# Президентство Володимира Путіна

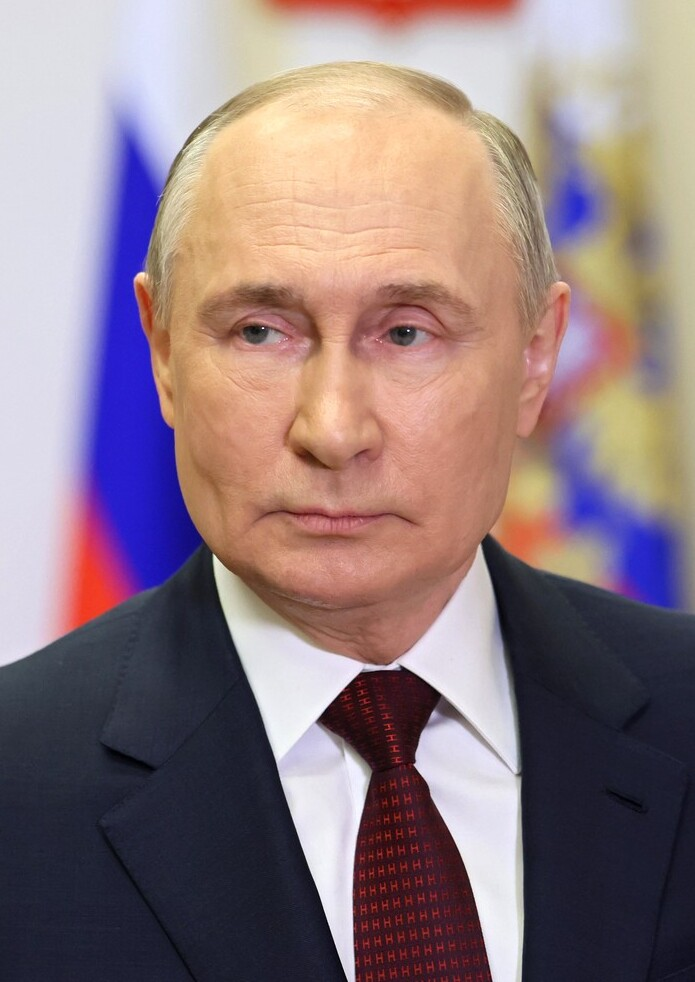
Володимир Путін. 2024 рік.

Президентство Володимира Путіна — правління другого та четвертого президента Росії Володимира Путіна. З 7 травня 2000 до 7 травня 2008, та з 7 травня 2012.

## 2000—2008

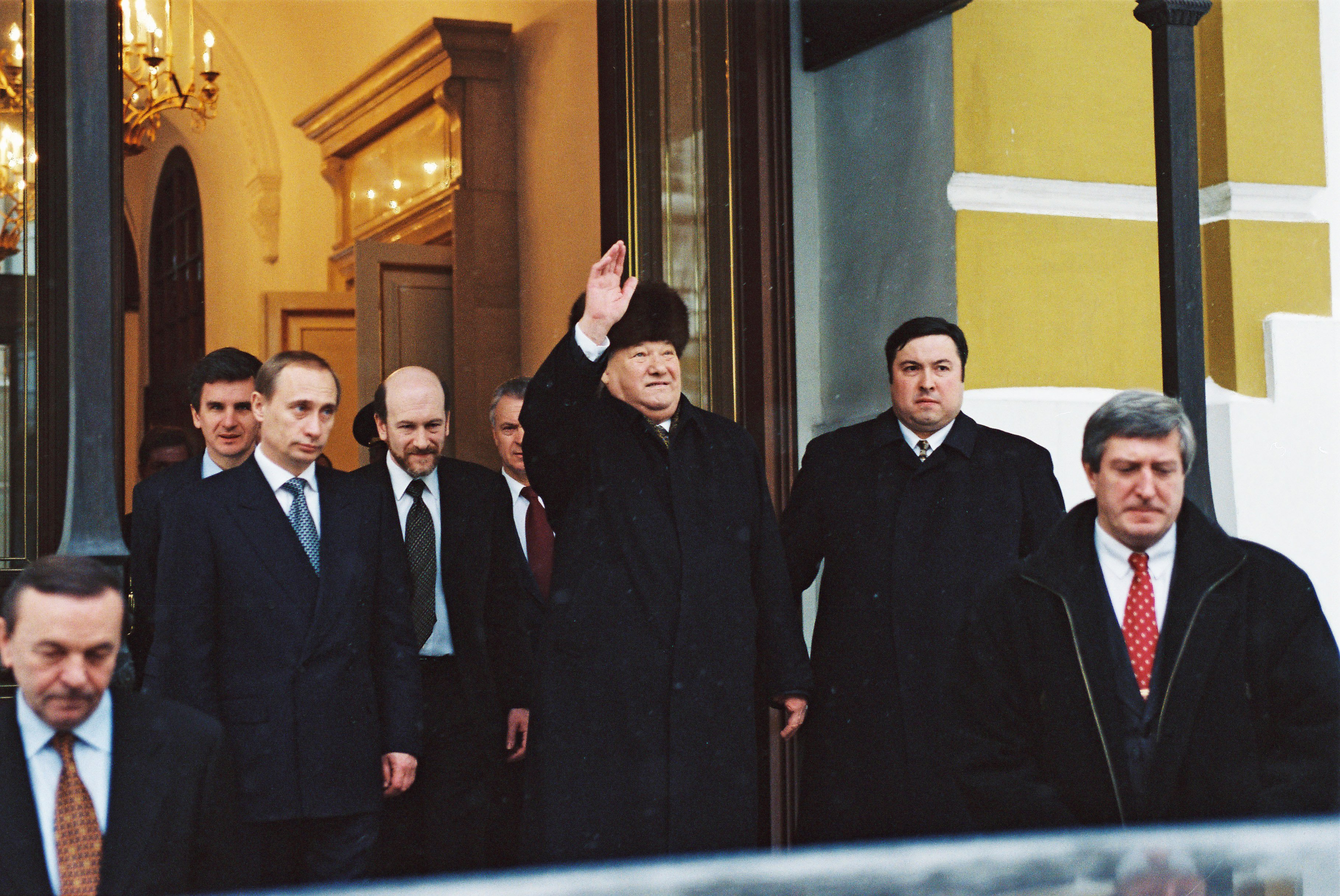
Володимир Путін (крайній ліворуч) та Борис Єльцин (крайній праворуч), який покидає Кремль. 31 грудня 1999.

### В.о. президента Росії
Після відставки першого президента Росії Бориса Єльцина, виконуючим обов'язки президента був призначений Голова Уряду В. В. Путін, який відразу ж після заяви Б. М. Єльцина про власну відставку звернувся з новорічним зверненням до громадян Росії. В. В. Путін в той же день підписав указ, який гарантує Єльцину захист від судового переслідування, а також значні матеріальні пільги йому і його родині. Але згодом указ був скасований на користь прийняття відповідного Федерального Закону.
На виборах 26 березня 2000 року обраний президентом Росії. Вступив на посаду 7 травня 2000 року.

### Перша каденція (2000—2004)

#### 2000
У травні Володимир Путін призначив на посаду голови уряду Росії Михайла Касьянова.
5-6 червня в ході першого робочого візиту Володимира Путіна до Західної Європи — до Італії — глава російської держави виступив з пропозицією про створення спільно з НАТО системи протиракетної оборони в Європі.
21 червня вперше як президент Росії Володимир Путін брав участь в засіданні Ради голів держав СНД. Путін був головою Ради голів держав з 2000 по 2003 роки, а потім з 2004 по 2006 роки.
5 липня в Душанбе Володимир Путін взяв участь в саміті країн «Шанхайської п'ятірки», перетворена в Шанхайську організацію співпраці у 2001 році.
8 липня Путін вперше звернувся до Федеральних зборів РФ з щорічним посланням, в якому позначив головні пріоритети, — реформа влади, вільний ринок, ефективна держава, диктатура закону.
21-23 липня президент РФ взяв участь в саміті «вісімки» на Окінаві, Японія. У подальші роки Путін брав участь у всіх щорічних самітах «вісімки».
5 серпня Путін підписав другу частину Податкового кодексу РФ, відповідно до якого введена єдина 13-процентна ставка прибуткового податку.
12 серпня в ході проведення військово-морських навчань Північного флоту в Баренцевому морі зазнав катастрофу і затонув атомний підводний човен «Курськ». Загинули 118 чоловік. 23 серпня указом президента в Російській Федерації був оголошений день жалоби.
6-8 вересня в Нью-Йорку в штаб-квартирі ООН Володимир Путін виступив на Саміті тисячоліття — зустрічі голів держав і урядів 185 країн — членів ООН. 7 вересня відбулося засідання Ради Безпеки ООН на вищому рівні. За час існування ООН було проведено всього три таких засідання — в 1992, 2000 і 2005 роках. Путін як президент РФ брав участь в двох останніх.
10 жовтня російський учений, директор Физико-технічного інституту ім. Іоффе Жорес Алфьоров став лауреатом Нобелівської премії з фізики. 12 жовтня в Кремлі Володимир Путін привітав ученого з присудженням найпрестижнішій науковій премії.
14-15 листопада в Брунеї вперше президент Росії Володимир Путін взяв участь в саміті АТЕС. Всього за 8 років глава російської держави брав участь в семи засіданнях АТЕС на вищому рівні, тільки в жовтні 2002 року він відмінив заплановану поїздку до Мексики на саміт у зв'язку з терактом на Дубровці в Москві.
25 грудня президент Росії Володимир Путін підписав пакет законів про символіку РФ. Росія набула державних символів — герб, прапор та гімн.

#### 2001
21 червня вперше як президент Росії Володимир Путін брав участь в засіданні Ради голів держав СНД. Путін був головою Ради голів держав з 2000 по 2003 роки, а потім з 2004 по 2006 роки.
5 липня в Душанбе Володимир Путін взяв участь в саміті країн «Шанхайської п'ятірки», перетворена в Шанхайську організацію співпраці у 2001 році.
8 липня Путін вперше звернувся до Федеральних зборів РФ з щорічним посланням, в якому позначив головні пріоритети, — реформа влади, вільний ринок, ефективна держава, диктатура закону.
21-23 липня президент РФ взяв участь в саміті «вісімки» на Окінаві, Японія. У подальші роки Путін брав участь у всіх щорічних самітах «вісімки».
5 серпня Путін підписав другу частину Податкового кодексу РФ, відповідно до якого введена єдина 13-процентна ставка прибуткового податку.
12 серпня в ході проведення військово-морських навчань Північного флоту в Баренцевому морі зазнав катастрофу і затонув атомний підводний човен «Курськ». Загинули 118 чоловік. 23 серпня указом президента в Російській Федерації був оголошений день жалоби.
6-8 вересня в Нью-Йорку в штаб-квартирі ООН Володимир Путін виступив на Саміті тисячоліття — зустрічі голів держав і урядів 185 країн — членів ООН. 7 вересня відбулося засідання Ради Безпеки ООН на вищому рівні. За час існування ООН було проведено всього три таких засідання — в 1992, 2000 і 2005 роках. Путін як президент РФ брав участь в двох останніх.
10 жовтня російський учений, директор Физико-технічного інституту ім. Іоффе Жорес Алфьоров став лауреатом Нобелівської премії з фізики. 12 жовтня в Кремлі Володимир Путін привітав ученого з присудженням найпрестижнішій науковій премії.
14-15 листопада в Брунеї вперше президент Росії Володимир Путін взяв участь в саміті АТЕС. Всього за 8 років глава російської держави брав участь в семи засіданнях АТЕС на вищому рівні, тільки в жовтні 2002 року він відмінив заплановану поїздку до Мексики на саміт у зв'язку з терактом на Дубровці в Москві.
25 грудня президент Росії Володимир Путін підписав пакет законів про символіку РФ. Росія набула державних символів — герб, прапор і гімн.

#### 2002

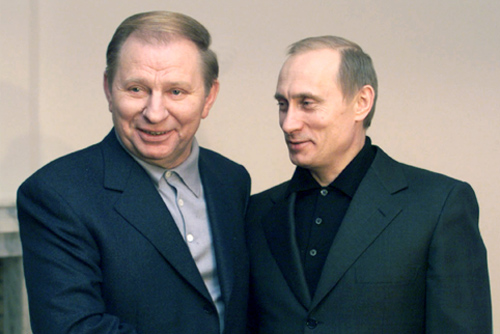
Володимир Путін та Леонід Кучма

16 січня відкрилося перше засідання Ради Федерації Федеральних Зборів РФ в новому складі. Відповідно до Федерального закону від 19 липня 2000 року про порядок формування Ради Федерації, місця регіональних керівників у верхній палаті зайняли їхні представники.
18 квітня Володимир Путін звернувся до Федеральних зборів з щорічним посланням, яке в основному було присвячено адміністративній реформі і проблемам економіки.
23-24 квітня в Ашхабаді пройшов перший саміт п'яти прикаспійських держав — Росії, Азербайджану, Ірану, Казахстану, Туркменістану з визначення статусу Каспійського моря.
24 травня в Москві президенти РФ і США Володимир Путін і Джордж Буш підписали Спільну декларацію про нові стратегічні відносини між Росією і США і Договір про скорочення стратегічних наступальних потенціалів. Документи були підписані під час офіційного візиту президента США до Росії.
28 травня президент Росії взяв участь в саміті Рщсія-НАТО, що проходив на базі ВПС Італії Пратика-ди-Маре під Римом, де була підписана Декларація про новий формат відносин між РФ і альянсом (Римська декларація), на основі якої заснована Рада Росія-НАТО у форматі «двадцятки».
26-27 червня в Кананаскисі, Канада, президент Росії взяв участь в саміті «вісімки», де було оголошено про те, що Росія у 2006 році головуватиме на зустрічі лідерів 8 країн.
В ніч з 1 на 2 липня в небі над Німеччиною відбулося зіткнення російського пасажирського літака Ту-154 «Башкирських авіаліній» і вантажного «Боїнгу-757» міжнародного кур'єрського зв'язку DHL. В результаті катастрофи загинуло 71 людина, зокрема 52 школярі, що прямували на відпочинок до Іспанії.
24 липня президент Росії підписав Федеральний закон «Про оборот земель сільськогосподарського призначення». Документ вперше узаконив приватну власність на сільгоспземлі, купівлю-продаж землі для громадян Росії. 25 липня президентом РФ підписаний Федеральний закон «Про альтернативну громадянську службу».
14 серпня Володимир Путін підписав указ «Про Раду при президенті РФ з фізичної культури і спорту». Відтоді цей орган збирався щорічно на засідання під головуванням президента РФ.
19 серпня в Чечні над Ханкалою бойовиками був збитий вертоліт Мі-26 Міністерства оборони РФ, на борту якого знаходилися близько 150 чоловік, з них 121 загинув. Це найбільша катастрофа у ВПС сучасної Росії. Президент Володимир Путін оголосив 22 серпня днем жалоби в країні.
З 9 по 16 жовтня пройшов Всеросійський перепис населення, перший після розпаду СРСР.
14 жовтня президент Росії Володимир Путін підписав указ «Про видання Великої російської енциклопедії». Перший з тридцяти томів енциклопедії вийшов у світ в серпні 2004 року.
23 жовтня в Москві чеченськими терористами був захоплений Театральний центр на Дубровці. В результаті спецоперації було звільнено понад 750 заручників. Застосування за наказом В. Путіна спецзасобу призвело до загибелі 129 заручників. За його ж наказом бойовики, що в результаті застосування спецзасобу знепритомніли, були вбиті бійцями спецзагону. 28 жовтня 2002 року указом президента Росії був оголошений загальнонаціональний траур.
7 листопада Європейський союз надав Росії статус країни з ринковою економікою.
30 грудня президент Путін підписав закон про бюджет на 2003 рік. Вперше в історії Росії бюджет був розроблений з обов'язковою умовою створення з ним фінансового резерву.

### Загальна статистика (2000—2008)
За 2000—2008 роки Путін зробив 192 зарубіжних візити різного рівня — робочих, офіційних, державних, — відвідавши 74 країни. Це 187 крапок на карті світу — міста, населені пункти, географічні об'єкти. Найбільше число візитів припало на Україну (23), Казахстан (14) і Німеччину (13). До Білорусі Путін приїжджав 10 разів, зробив 7 візитів до Китаю, 6 разів був в США. Найнапруженішим за кількістю поїздок для Путіна став 2007 рік — президент 27 разів виїжджав в інші країни. Останньою країною зарубіжних візитів президента стала Італія, острів Сардинія, з якої вісім років тому починався графік міжнародних маршрутів Путіна.
У Росії Путін відвідав 212 міст, населених пунктів і географічних об'єктів. Останньою робочою поїздкою президента Володимира Путіна Росією стало Сочі, де президент виступив на нараді, присвяченій питанням підготовки інфраструктури до Олімпіади-2014, а також провів останню зустріч з президентом США Джорджем Бушем.

## 2012—2024

### Вступ на посаду

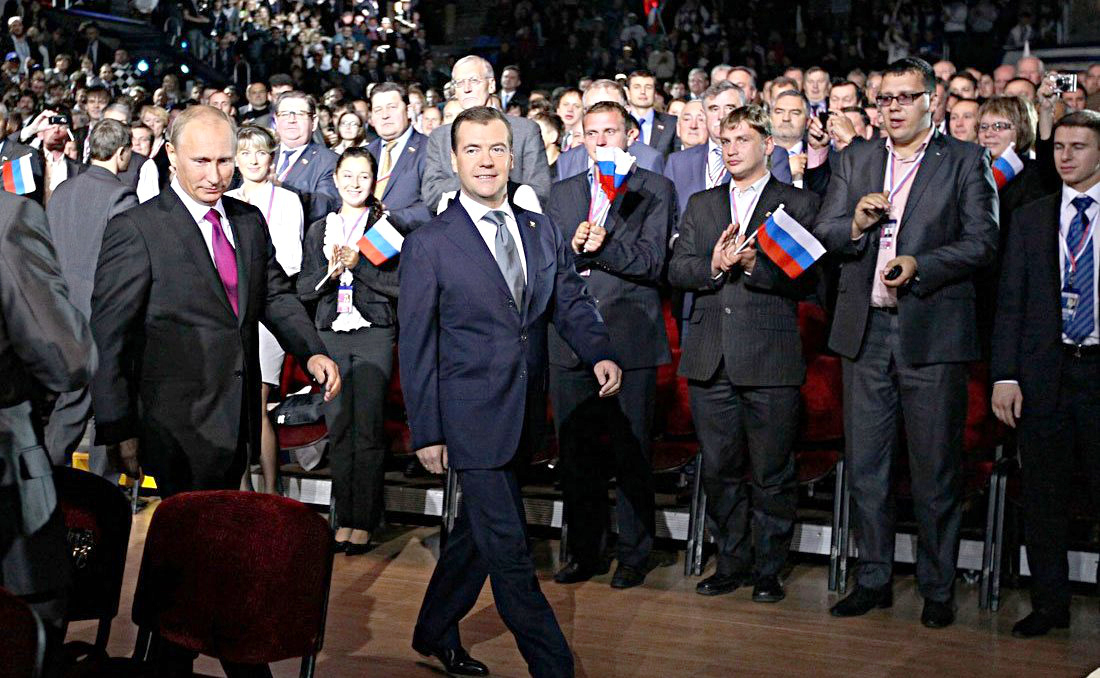
Дмитро Медведєв та Володимир Путін на з'їзді «Єдиної Росії»

24 вересня 2011 року у ході з'їзду партії Єдина Росія було оголошено, що Володимир Путін буде балотуватися на президентських виборах 2012, а уряд у разі перемоги очолить Дмитро Медведєв. Медведєв прийняв пропозицію Путіна очолити партію «Єдина Росія» на думських виборах.На виборах президента Росії 4 березня 2012 року Володимира Путін переміг в першому турі.
7 травня 2012 року Володимир Путін склав присягу президента.

#### Протести

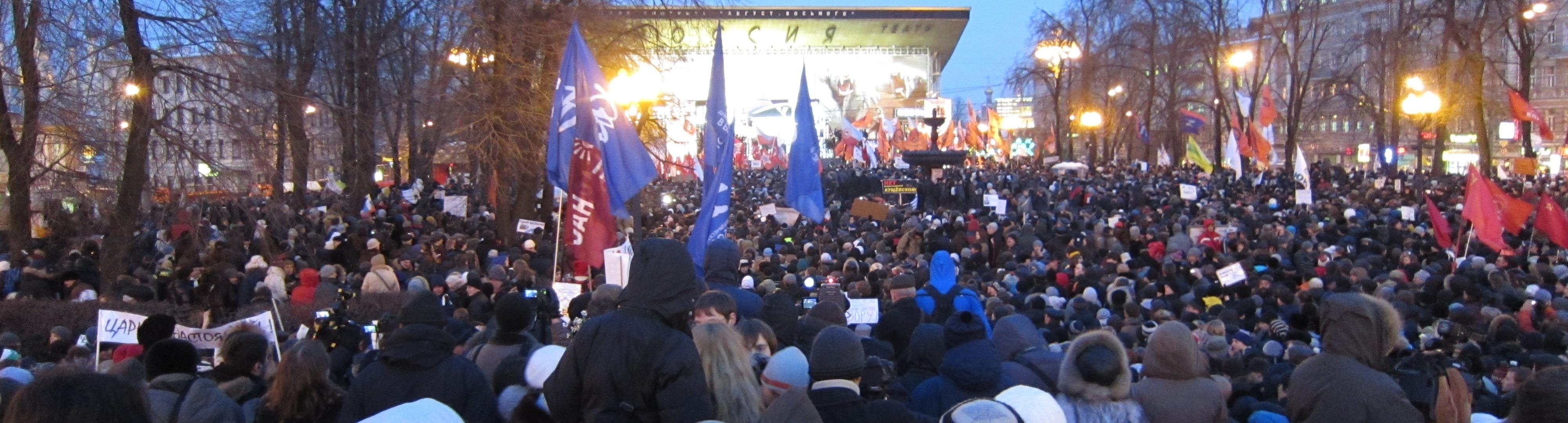
Масовий антіпутінський мітинг. 5 березня 2012, день оголошення результатів виборів.

6 грудня 2011 для забезпечення спокою до Москви було стягнуто Внутрішні війська МВС Росії. У ніч з 6 грудня , як повідомлялося, щонайменше 600 протестувальників на Тріумфальній площі скандували гасла проти Путіна, в той час як антиурядові протестувальники на площі Революції біля Кремлівської стіни зіткнулися з ОМОНом і внутрішніми військами міністерства, поліція застосувала силу до близько 100 протистувальників, заарештувавши деяких з них. Кількість протестуючих , як пізніше повідомлялося, сягнула понад 1000 осіб на Тріумфальній площі. Анти Протестуючі кидали пляшки із запальною сумішшю у ряди прихильників Путіна в нічний час, і більше 250 були заарештовані.
15 грудня під час «Розмови з Володимиром Путіним» тема проходження акцій протесту стала першою і основною.
24 грудня 2011 у Москві на проспекті Сахарова мітинг зібрав більше людей, ніж попередній, який відбувся 10 грудня на Болотній площі і став наймасовішим за десятиліття. За оцінками організаторів, у мітингу на пр. Сахарова взяли участь 120 тисяч чоловік. За даними ж ГУ МВС Росії по Москві, чисельність учасників становила до 30 тисяч. За підрахунками Новой газеты, у мітингу взяли участь 102 тисячі 486 чоловік. Мітинг завершився додаванням до резолюції, яка була прийнята на Болотній площі, двох нових пунктів. Один пункт стосується створення об'єднання виборців для розслідування порушень на виборах, інший містить заклик до жителів країни «не віддати Володимиру Путіну жодного голосу на виборах 4 березня 2012».
3 лютого 2012 року в Інтернеті з'явилося відеозвернення еміра (аміра) віртуальної держави Кавказький Емірат (Імарат Кавказ) Доку Умарова, в якому він заявив, що віддав наказ своїм підлеглим уникати атак на цивільні цілі в Росії в зв'язку з тим, що «в країні почалися процеси громадянського протесту, і населення більше не сприймає політики Путіна».
6 лютого прем'єр-міністр Володимир Путін заявив, що в Росії немає людей, що сидять «з політичних міркувань». Прем'єр-міністр визнав, що деяких політичних активістів заарештовували на 15 діб, але вони вже давно на волі. Він сказав: «Я не дуже розумію, що розуміється під політичною амністією. У нас, по-моєму, політичних ув'язнених немає, і слава богу. Хоча про це і говорять, не називаючи прізвищ. Хоча б показали хоч одну людину, хто сидить з політичних міркувань».
Вже після складання присяги Путіном на пост президента, червнем 2012 у Москві відбувся опозиційний «Марш мільйонів». У День Росії майже 50 тисяч чоловік пройшлися від Пушкінської площі до проспекту Сахарова, де відбувся мітинг. На ньому ухвалено «Маніфест вільної Росії», в якому перераховано сім кроків, котрі необхідні для «створення в Росії фундаментальних засад суспільства і держави». Йдеться про відставку Володимира Путіна, чесні вибори до парламенту, реформу Конституції, що скоротила б президентський термін і розширила повноваження Думи, ухвалу нових законів про вибори президента та люстрацію в судовій і правоохоронній системах.

### Третя каденція (2012—2018)

#### Російська збройна агресія (2014—2018)

##### АнексіяКриму

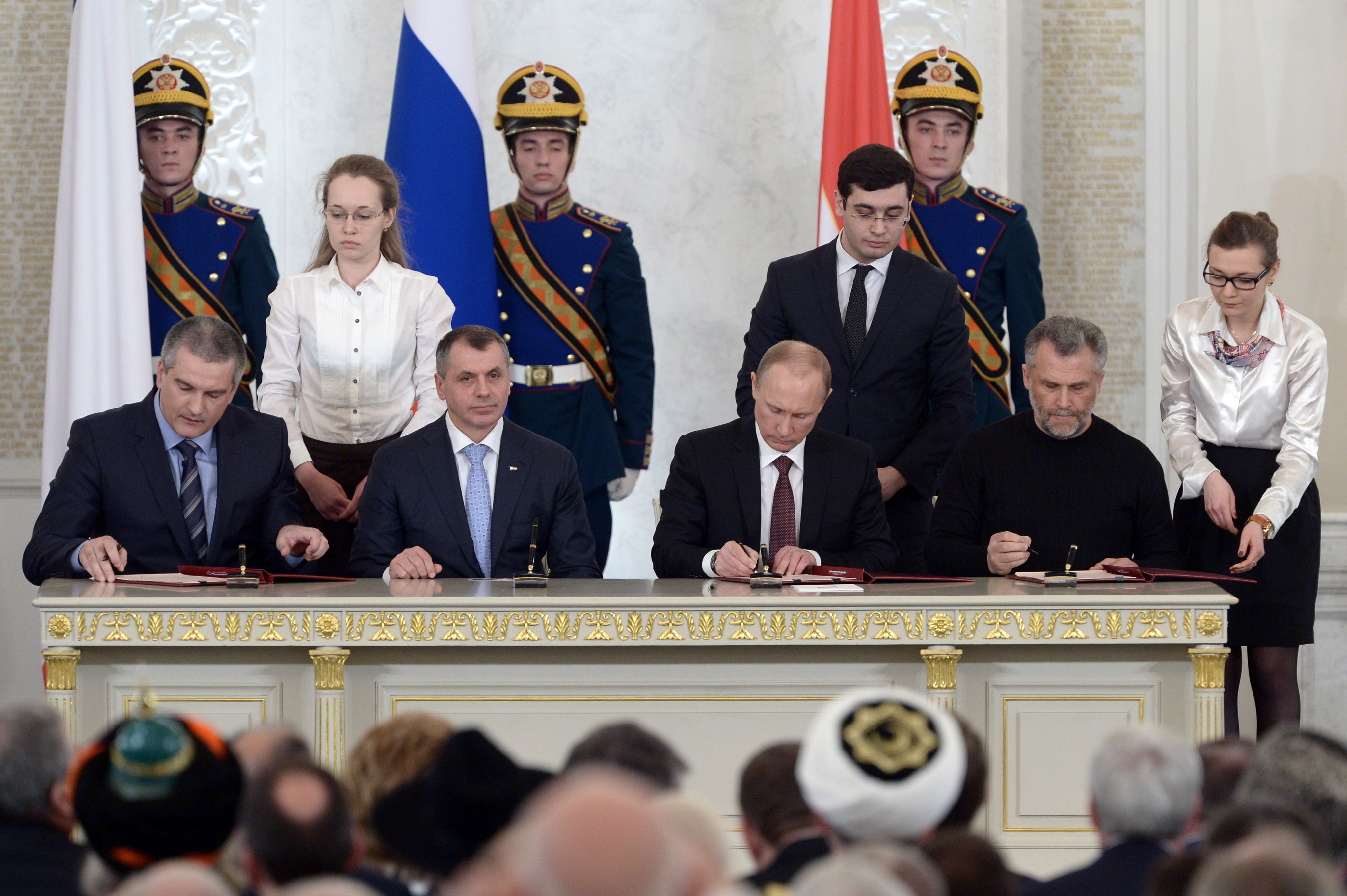
Підписання «Договору» про прийняття Республіки Крим та міста Севастополя до складу Російської Федерації. Москва, Кремль, 18 березня 2014 року

Указом Володимира Путіна 20 лютого 2014 року відбувся ввід російських військ на територію Кримського півостріва. А вже 27 лютого над Верховною Радою Криму та Ради міністрів Автономної Республіки Крим було піднято прапор Росії. За офіційними даними від ФСБ створення Республіки Крим у складі Росії вирішували на таємному референдумі 16 березня. 18 березня 2014 року Володимир Путін оголосив про «приєднання» Криму до складу Російської Федерації, також він заперечив анексію, й назвав це «відновленням історичної справедливості». Міжнародні організації визнали незаконними окупацію Криму і засудили дії Росії.

### Четверта каденція (2018—2024)

##### Захоплення українських моряків
25 листопада 2018 року кораблі Військово-Морських Сил України у складі двох малих броньованих артилерійських катерів «Бердянськ» і «Нікополь» та рейдового буксиру «Яни Капу» здійснювали перехід з порту Одеси до Маріуполя Азовського моря. Всупереч Конвенції ООН з морського права та Договору між Україною та РФ про співробітництво у використанні Азовського моря та Керченської протоки, прикордонні кораблі РФ (сторожові прикордонні катери типу «Соболь», ПСКР «Дон», катери типу «Мангуст», МПК «Суздалец») здійснили агресивні дії проти кораблів українського флоту. Прикордонний корабель «Дон» здійснив таран українського рейдового буксира, в результаті якого пошкоджено головний двигун корабля, обшивку та леєрне огородження, втрачено рятувальний плотик. Диспетчерська служба окупантів відмовляється забезпечити право свободи судноплавства, гарантоване міжнародними угодами. 27 листопада 2018 року влада в Криму ініціювала в Сімферополі суд над полоненими українськими моряками. Перші 12 українських моряків дістали арешт на два місяці. Усім заарештованим морякам інкримінують частину 3 статті 322 КК РФ — незаконний перетин кордону групою осіб за попередньою змовою.
1 грудня 2018 року Володимир Путін, після Саміту G-20 в Буенос-Айресі, в ході розмови заявив, що кораблі, які Росія захопила біля Керченської протоки, були передані Україні зі США.

##### Обмін в'язнів
7 вересня 2019 року відбувся обмін полоненими Росії та України за схемою «35 на 35». Серед них визволені 24-х взятих у полон російськими кораблями у Керченській протоці військових моряків, а також політв'язнів – громадян України, засуджених Росією. Серед них: Олег Сенцов, Олександр Кольченко, Володимир Балух, Роман Сущенко, Микола Карп'юк, Павло Гриб та інші.

### Зовнішня політика

#### Політика щодо України
Певна частина політиків та діячів культури вважає політику та заяви Путіна українофобськими та засуджує їх.
Відомі висловлювання:
Джорджу Бушу під час зустрічі Росія — НАТО в Сочі (5 квітня 2008 року):
|  | Ти ж розумієш, Джордже, що Україна — це навіть не держава! Що таке Україна? Частина її території — це Східна Європа, а частина, й значна, подарована нами! Оригінальний текст (рос.) Ты же понимаешь, Джордж, что Украина — это даже не государство! Что такое Украина? Часть ее территорий — это Восточная Европа, а часть, и значительная, подарена нами! |

Відповідаючи на запитання росіянина щодо Радянсько-німецької війни в прямому ефірі сказав:
|  | Щодо наших стосунків з Україною… Я дозволю з вами не погодитись, коли ви зараз сказали, що якщо б ми були розділені, ми не перемогли б у війні. Ми все одно б перемогли, тому що ми країна переможців. Оригінальний текст (рос.) По поводу наших отношений с Украиной… Я позволю с вами не согласиться, когда вы сейчас сказали, что если бы мы были разделены, мы не победили бы в войне. Мы все равно бы победили, потому что мы страна победителей. |

Він також відзначив, що статистика часів Другої світової війни свідчить, що найбільших втрат (понад 70 %) зазнала саме РСФСР:
|  | Це означає, що війна виграна, не хочу нікого образити, за рахунок індустріальних ресурсів РФ. Це історичний факт, це все є в документах. Оригінальний текст (рос.) Это значит, что война выиграна, не хочу никого обижать, за счет индустриальных ресурсов РФ. Это исторический факт, это все в документах. |

За його словами, це зовсім не применшує значення республік колишнього Радянського Союзу в загальній перемозі.

У річницю анексії Криму Росією (18 березня 2015 року) Путін знову заявив, що не визнає існування української нації:
|  | Ми завжди в Росії вважали, що росіяни та українці — це один народ, я так думаю і зараз.Оригінальний текст (рос.) Мы всегда в России считали, что русские и украинцы — это один народ, я так думаю и сейчас. |

В інтерв'ю виданню «Bild» заявив, що відмовляється повернути Україні контроль за кордоном до внесення змін у Конституцію.
Фігурант бази даних центру «Миротворець» як особа, що становить загрозу національній безпеці України і міжнародному правопорядку. Про це прем'єр-міністр Росії сказав під час прямого ефіру (16 грудня 2010 року).
Вирвавши з контексту, цитував поему-послання Тараса Шевченка «І мертвим, і живим...», а саме:
|  | Доборолась Україна до самого краю: гірше ляха свої діти її розпинають... |

### Міжнародні санкії щодо Росії

#### Позбавлення права голосу в ПАРЄ
2014 року російську делегацію в Парламентській Асамблеї Ради Європи позбавили права голосу після анексії Криму та підтримки бойовиків на сході України. На знак протесту Росія з січня 2015-го припинила участь у засіданнях асамблеї, а з 2017 року перестала перераховувати внески в організацію.
25 червня 2019 року 118 депутатів ПАРЄ проголосували, що делегація РФ має повернутися до складу органу Ради Європи. Однак, Володимир Путін заявив, що до 2020 року Росія не працюватиме в цій міжнародній інституції.